# Люссов (Штральзунд)
Люссов (нем. Lüssow) — община в Германии, в земле Мекленбург-Передняя Померания.
Входит в состав района Северная Передняя Померания. Подчиняется управлению Нипарс. Население составляет 890 человек (на 31 декабря 2010 года). Занимает площадь 18,86 км².